# Football Club de Metz 1999-2000
Questa voce raccoglie le informazioni riguardanti il Football Club de Metz nelle competizioni ufficiali della stagione 1999-2000.

## Maglie e sponsor
Lo sponsor tecnico per la stagione 1999-2000 è Puma, mentre lo sponsor ufficiale è Sollac.
| Manica sinistra · Maglietta · Maglietta · Manica destra · Pantaloncini · Calzettoni | Manica sinistra · Maglietta · Manica destra · Pantaloncini · Calzettoni |  |